# 方福康
方福康（1935年2月28日—2019年2月4日）中国理论物理学家、教育家、系统科学专家，北京师范大学原党委书记、校长。

## 生平
原籍浙江定海，出生于上海，1956年毕业于北京师范大学物理学系，1980年获得比利时布鲁塞尔自由大学博士学位，师从诺贝尔化学奖得主伊利亚·普里高津。
方福康，原籍浙江定海，于1935年2月28日出生在上海。1948年，他从初中三年级起就读于麦伦中学。当时的麦伦中学由中国著名教育家沈体兰先生主持，是一个名副其实的“民主堡垒”，在教师和学生中聚集着一批民族的先锋。几年的朝夕相处、耳濡目染，这些先锋的言行和品德深深地印刻到他的心灵里，并成为他以后工作、处事的一个取之不竭的源泉。中学时期，他对自己未来的设计是学工科，当一名工程师。但当时正是迎接新中国文化建设高潮的时期，党和国家号召高中毕业生报考师范院校。1952年高中毕业时，方福康改变了志愿，以优异的成绩考入北京师范大学物理系。1956年7月，他又以优异的成绩毕业留校，在张宗燧先生的指引下从事理论物理学方面的教学和科学研究工作。
“文化大革命”期间，方福康受到了不公正的待遇，1970年代初期，他被下放到山西临汾劳动。即使在那段极端困苦的岁月里，他也从未放弃过进行科学研究的努力并坚持工作。回校后，方福康向著名数学家蒋硕民教授请教，在他指导下学习现代物理学中的数学方法。蒋先生曾留学德国，与世界著名数学家冯·诺依曼共过事。“文化大革命”中，蒋先生被作为反动学术权威批判斗争，当时的处境也十分凄惨，门庭冷落。方福康虚心上门求教，老先生十分欣喜，对方福康潜心指导，并向他介绍了冯·诺依曼学术思想的发展过程。这阶段的学习使方福康在数学功底上有了一个飞跃。1970年代中期，方福康和数学、化学、天文、哲学等系的几位教师，为了夺回失去的时间，探索世界领先的科学领域，组织了多学科的讨论班，阅读和讨论当时的学术前沿问题。这个讨论班持续了10多年，为以后成立非平衡系统研究所打下了基础。
1976年，美国核物理应用团访问中国，团中包括当时的美国国家科技顾问Gibbons教授。方福康等参与了代表团的接待，并与美国著名的Sandia实验室理论部主任Brice教授进行对口交流。方福康在了解Brice理论的基础上，探讨了Brice能量淀积分布的应用范围，并将Brice方程在随机过程的基础上重新推导计算。因为该结果与其他关于离子注入研究的成果，特别是实验工作方面的成果的创新意义和价值，方福康和他的同事们一起获得了1977年的全国科学大会奖。这项工作是在特殊条件下完成的，它体现了方福康科学研究的素质和能力，也使他的研究工作从当时“文化大革命”的停滞状态中得以较早、较快地恢复。
1977年，普里高津教授由于非平衡和耗散结构的理论而获得诺贝尔化学奖，这实际上是近代复杂性研究在国际上展开的序幕。方福康教授敏锐地注意到了这一极具发展潜力的学术方向，在1978年8月全国物理学会年会上，他就介绍了关于耗散结构的相关工作。1978年10月，方福康作为“文化大革命”结束后我国最早公派出国的进修人员，赴比利时布鲁塞尔自由大学，在普里高津教授领导的Solvay国际物理化学研究所进修，并在两年之内获得博士学位。他从非平衡系统随机涨落的角度展开深入研究，采用了Master方程、福克-普朗克方程等数学工具，得到了非平衡相变的驰豫时间、含时随机涨落的局域扩散、以及随机系统的算子谱分解等实质性的结果，从而对随机涨落的演化，涨落与突变的联系、宏观自组织的触发等非平衡相变的微观机制给出了一种明确的阐述。
回国后，方福康继续进行非平衡系统的理论研究，创建了北京师范大学非平衡系统研究所，在许多相关研究领域开展了卓有成效的研究工作。在1970年代末1980年代初，方福康将耗散结构理论引入到国内，研究内容为自组织理论与非平衡相变,在非平衡相变的弛豫过程、福克-普朗克方程的李代数结构、群分析方法以及非平衡系统的变分分析等工作上都达到了当时的国际前沿水平，极大地推进了非平衡系统理论研究在国内的深入发展。
在1985年前后，方福康将非平衡统计物理中的耗散结构理论和方法推广到研究一般复杂系统演化方面，开始了对教育系统和非平衡经济系统的研究。他建立了教育与经济增长的动态理论模型，人力资本与经济增长理论模型，首次得到中国各级各类教育的效益，这为有关教育投入的科学决策提供了依据。他还研究教育与人力资本的关系，从理论上回答人力资本在经济增长中的作用，在此基础上组织或参与多项全国性教育管理工程项目。在经济复杂性研究中，方福康与普里高津学派密切合作，形成了明确的思路与技术路线。首先，他关注的是经济系统基本规律的探索，特别是宏观经济的基本规律。其次，他将经济系统研究的难点予以分解，在宏观的层次上，先着重寻找支配经济系统决定性的序参量，找到它的正负反馈、起飞、崩溃等特征量，然后再通过微观的随机性质来刻画这些宏观有序的突变。这就为经济系统与复杂性基础理论研究找到了一个很好的结合点。基于这个研究思想，方福康带领的北师大研究者在经济系统研究中取得了较大成就，找到了“J”结构这一类经济系统的非均衡突变机制。1994年与普里高津学派在北京组织了题为“社会经济系统中的复杂性与自组织”的国际会议。他还用复杂性理论考察中国的资源环境与生态系统，给出资源、环境与经济的耦合是一类双回路的动力系统，建立了生态系统与经济系统共同演化的动力学机制，由此分析奇点、相变等性质，并计算生态阈值，提出了S形的燕尾突变结构，对有关环境灾变和恢复的理论与实践研究具有重要价值。
二十一世纪初，他开始关注生命系统以及认知过程中的复杂性。他在中国较早将复杂性研究引入认知神经科学，探讨宏观学习过程和记忆的涌现机制。他创造性地提出脑与神经系统的功能是神经元集体活动涌现的结果，是从低级到高级的逐层涌现，而这种涌现的机制使大脑高级认知功能产生的基础。在大脑系统的研究中，方福康设计了具体的思路，主要有如下特点：寻找复杂系统中核心的少维子系统，计算并发现所讨论具体对象的低维吸引子的动力学行为，这些吸引子决定了该系统状态变化的主要特征，分层次、分步骤、由简到繁、由易到难地建立复杂系统的动力学方程。定性分析方程的性质和计算机模拟求解相结合，将神经计算结果与神经实验及宏观行为进行对比，在模型的建立和计算过程中借鉴其他复杂系统研究中所显示的共性规律。
方福康擅于利用复杂性研究的思想和方法处理具体而不同的复杂对象，这也是系统科学的基本思想和发展途径。为了促进系统科学在中国的长远发展，方福康非常注重系统科学人才的培养。1985年，在他的积极努力下，在钱学森先生以及全国系统科学界的大力支持下，北京师范大学设立了全国第一个系统理论本科专业，奠定了系统科学学科的发展基础。1990年，他又与一些著名学者一起，推动国务院学位委员会设立了系统科学理学一级学科，为我国系统科学学科建设提供了平台与机制保障。自1991年10月至2008年9月，他一直担任国务院学位委员会系统科学学科评议组召集人，为我国系统科学学科建设和学术发展做出了卓越贡献。作为北京师范大学系统科学学科的奠基者和学术带头人，他高瞻远瞩的学术视野、求真务实的扎实工作，使北京师范大学系统科学学科建设在全国具有崇高的学术声望，系统理论被评为本领域全国唯一的国家重点学科，系统科学于2017年进入世界一流学科建设行列。
除了在科学研究和人才培养上的丰硕成果外，方福康还有长期进行管理实践工作的经历，也取得了诸多成效。1983年4月至1984年4月期间，他担任北京师范大学物理系主任，1984年12月至1985年12月期间，担任北京师范大学副校长兼研究生院院长，1984年5月至1995年6月期间陆续担任北京师范大学副校长、党委书记、校长等职务。在负责北京师范大学学校管理工作期间，他以深邃的发展视野、卓越的领导才能、创新开拓务实的工作精神，明确了建设综合性、研究型、中国一流大学的发展目标，进行学科设置等多项改革，拓展各种社会资源服务学校建设，为北京师范大学的长远发展奠定了坚实基础。
方福康先生为人正直、淡泊名利、治学严谨。在学术上，他高瞻远瞩，对科学技术的发展趋势有敏锐的洞察力，他所开辟的研究方向，均已成为系统科学学科的核心领域。作为学术带头人，他胸襟宽广，善于发现他人长处，建立团结协作、优势互补的研究团队，并带领大家进入国际学术前沿。作为学生的良师益友，他言传身教，以师长的学识、智慧和宽厚教书育人，培养了大批优秀人才，深得学生和后辈学子的尊敬和爱戴。在学校管理工作中，他高屋建瓴，视野深远，洞察大局，展现了杰出的领导才能，带领全校师生锐意进取、攻坚克难，为北京师范大学的发展做出了重要贡献。